# Pedro Rocha
Pedro Virgilio Rocha Franchetti (* 3. prosinec 1942, Salto; † 2. prosinec 2013, São Paulo) byl uruguayský fotbalista. Hrával na pozici záložníka.
V dresu uruguayské reprezentace se zúčastnil čtyř světových šampionátů (1962, 1966, 1970, 1974). Celkem za národní tým odehrál 52 zápasů, v nichž vstřelil 17 branek.
S Peñarolem Montevideo vyhrál roku 1966 nejprestižnější jihoamerickou klubovou soutěž Pohár osvoboditelů (Copa Libertadores) a následně i Interkontinentální pohár. Osmkrát se s Peñarolem stal mistrem Uruguaye (1959, 1960, 1961, 1962, 1964, 1965, 1967, 1968). Třikrát byl nejlepším střelcem uruguayské ligy (1963, 1965, 1968). Roku 1972 byl nejlepším střelcem ligy brazilské.
Brazilský časopis Placar ho vyhlásil 76. nejlepším fotbalistou 20. století.
Po skončení hráčské kariéry se stal trenérem.